# Ölandsbränderna
Ölandsbränderna var en serie anlagda bränder som rasade åren 1957–1958 på sydöstra Öland. De på sin tid vida beryktade pyromandåden ledde till en av de större polisutredningar som gjorts i Sverige. Trots detta har de förblivit ouppklarade.

## Bränderna
Första branden utbröt en lördagskväll den 9 februari 1957 i en lada tillhörig lantbrukaren Svante Olsson i Alby, en liten by på sydöstra sidan av Öland. Det gick inte att ringa brandkåren eftersom den enda telefonstationen fanns hos byhandlaren som var på fest. Byborna fick göra vad de kunde för att släcka branden. Ingen kom till skada men bara lite senare samma kväll brann det igen hos lantbrukaren Paul Ohlsson. Den här gången var det en ladugård och lada i södra ändan av samma by som stod i lågor. Folket rusade dit och lyckades få ut en del djur ur den övertända ladugården. Flera nötkreatur blev innebrända eller fick nödslaktas. En fårbesättning och några grisar blev också lågornas rov. En man hittades avtuppad utanför ladugården. Denne man var Göran Johansson som senare skulle bli huvudmisstänkt i hela härvan.  
Men det fortsatte att brinna. Hela sex gånger under år 1957 slog lågorna mot skyn i olika byar på sydöstra Öland, bland annat i Össby och Norra Möckleby (bland annat i den misstänkte Göran Johanssons egna sädesmagasin och svinhus där 60 grisar brändes inne). Det fortsatte även under 1958 med ett flertal anlagda bränder i samma område. Ingen människa förolyckades dock. Det rådde en jobbig och spänd stämning på södra Öland under den tiden och invånarna började patrullerade om nätterna för att försöka förhindra nya bränder.

## Polisutredningen och Göran Johansson
Göran Johansson var en trettioettårig lantbrukare bosatt i byn Hagby som ligger lite norr om Alby, vid Norra Möckleby. Han ägde Ölands enda Chevrolet Bel Air (beige-grön) som fick en betydande roll i upptakten av utredningen. Ett vittne sade sig ha sett just den bilen komma med den sista färjan från Kalmar samma kväll som de första två bränderna inträffade. Göran Johanssons version av kvällens händelser skulle då inte stämma.
Dessutom hittade polisen hjulspår utanför lanthandeln i Alby som skulle tyda på att han varit där han säger sig inte ha varit. Men det fanns inga avgörande bevis, även om många dömde Göran Johansson ändå och han kände sig förföljd. Han satte in en annons i tidningen Barometern den 27 februari 1957 där han utfäste en belöning på 3 000 kronor till den som kunde skaffa fram bevis mot dem som är skyldiga till bränderna.
Den 31 oktober 1957 sattes kvarnen i Norra Möckleby i brand och fem dagar senare brann det i två lador i Hagby, varav en tillhörde Göran Johanssons bror. Den 4 november 1957 greps Göran Johansson. Trots det brann det igen den 11 november (när Johansson satt inspärrad) och han släpptes åter fri den 19 november. Den 8 december brann det ännu en gång hos Göran Johansson. Vid det här laget var uppmärksamheten runt Ölandsbränderna stor även utanför ön, och det rapporterades flitigt i rikspressen och även ute i Europa. Göran Johansson mådde inte bra av uppståndelsen och en gång försökte han ta sitt liv när han satt häktad.
Göran Johansson visade sig också ha ekonomiska bekymmer: han löste bland annat in falska checkar i både Vissefjärda i södra Småland och i Blekinge. Senare stängde elbolaget av hans elektricitet på grund av obetalda räkningar. Johansson tvingades också auktionera av allt sitt lösöre den 15 februari 1958 och det blev bilkö till den lilla byn Hagby där han är bodde. Västerviks-Tidningen berättade om att tusentals människor var där och fotograferade varje dag. Byborna tröttnade på detta och monterade bort ortsskylten i ett desperat, men lönlöst, försök att stoppa turistfloden.
Men bränderna fortsatte och Göran Johansson blev ett tag övervakad av polisen dygnet runt. När denna bevakning drogs in den 27 juli 1958 brann det på nytt. Polisen inrättade högkvarter i ett tomt hus i Hagby, hela 40 poliser stationerades där, att jämföras med att i hela byn fanns det bara 28 bofasta. Men trots att byn nu var välbevakad brann det ännu en gång där den 19 augusti 1958. Nu blev Göran Johansson i det närmaste lynchad och nedkastad i en gödselbrunn. I slutet på september flydde han med sin familj till ett vilohem utanför Västervik.

### Rättegångarna
Göran Johansson greps den 9 oktober 1958 och blev häktad av häradsrätten i Borgholm den 13 oktober 1958. Rättegång hölls 27 november och då brann det igen, den här gången i Gärdslösa, men två berusade erkände detta dåd. Göran Johansson blev i tingsrätten dömd som skyldig till alla bränder utom två. Han dömdes även för de två checkbedrägerierna. Straffet blev fem års straffarbete. Domen överklagades dock och Göta hovrätt frikände honom med röstsiffrorna 3–2 sommaren 1959.
Ingen annan har befunnits skyldig till brotten. Göran Johansson, som senare bytte namn, avled 2005.
En märklig detalj utspelade sig under tiden då rättegången hölls. Göran Johansson satt häktad i Kalmar men rättegången hölls i Borgholm på Öland. Han var inte på särskilt gott humör så polisen beslöt att skjutsa omkring honom på ön och han fick till och med åka hem till sin egen villa. För att inte väcka uppmärksamhet ville man inte använda en officiell bil så advokaten lånade ut sin Porsche till detta.
Med Göran Johansson följde två fångvaktare som skulle hålla honom under uppsikt. Några timmar efter de lämnat Göran Johanssons hem börjar det brinna där. Det slutade med att de båda kriminalvårdarna själva anhölls för att inte ha skött sin uppgift. De erkände då att de för ett kort ögonblick lät Göran Johansson vara för sig själv och att han ensam gått upp på ovanvåningen i sitt hem där branden senare började. Men polisen hittade inget som kunde bevisa att det var Göran Johansson som hade tänt på.